# 東北方面航空隊
東北方面航空隊（とうほくほうめんこうくうたい、JGSDF North Eastern Army Aviation Group）は、陸上自衛隊霞目駐屯地（宮城県 仙台市 若林区）に駐屯する東北方面隊直轄の航空科部隊である。

## 概要
対戦車ヘリコプターによる戦闘および方面隷下の各部隊に対する航空偵察・空中機動・航空輸送・指揮連絡等を主任務とする。隊長は、1等陸佐（二）が充てられ霞目駐屯地司令を兼務し、隊旗はあさぎの群旗を使用する。
主力は霞目駐屯地に、第2対戦車ヘリコプター隊は八戸駐屯地にそれぞれ駐屯している。飛行場運用を担当する管制気象隊のみ管内各飛行場単位で配置されている。隊長は

## 沿革
- 1962年（昭和37年）1月18日：東北方面航空隊が霞目駐屯地に新編。

1. 東北方面航空隊本部、東北方面飛行隊および東北方面管制気象隊が霞目駐屯地に新編。
2. 第6管区隊第6航空隊（霞目駐屯地）が第6飛行隊に改編され、隷下に編合。
3. 第9混成団第9航空隊（八戸駐屯地）が第9飛行隊に改編され、隷下に編合。

- 1964年（昭和39年）3月24日：第311航空野整備隊が新編。
- 1968年（昭和43年）3月1日：東北方面ヘリコプター隊が霞目駐屯地に新編。
- 1969年（昭和44年）3月6日：第6飛行隊が霞目駐屯地から山形空港に移駐。
- 1978年（昭和53年）4月5日：第311航空野整備隊が東北方面航空野整備隊に称号変更。
- 1988年（昭和63年）3月25日：第2対戦車ヘリコプター隊が八戸駐屯地に新編。
- 1994年（平成06年）3月28日：部隊改編。

1. 東北方面飛行隊（霞目駐屯地）を東北方面航空隊本部付隊に改編。
2. 第6飛行隊が第6師団に編入。
3. 第9飛行隊が第9師団に編入。

- 2010年（平成22年）3月26日：第2対戦車ヘリコプター隊が1個飛行隊に縮小改編。
- 2025年（令和07年）度末：第2対戦車ヘリコプター隊を廃止、第110飛行隊（仮称）に改組予定。

## 部隊編成
特記ないものは霞目駐屯地内に所在している。
- 東北方面航空隊
  - 東北方面航空隊本部
  - 東北方面航空隊本部付隊
  - 第2対戦車ヘリコプター隊（八戸駐屯地）
    - 第2対戦車ヘリコプター隊本部
    - 第2対戦車ヘリコプター隊本部付隊「2対戦ヘリ-本」：OH-1
    - 飛行支援隊「2対戦ヘリ-飛支」
    - 飛行隊「2対戦ヘリ-飛」：AH-1S

  - 東北方面ヘリコプター隊
    - 東北方面ヘリコプター隊本部
    - 東北方面ヘリコプター隊本部付隊「東北ヘリ-本」：OH-1
    - 第1飛行隊「東北ヘリ-1」：UH-1J
    - 第2飛行隊「東北ヘリ-2」：UH-1J

  - 東北方面管制気象隊
    - 東北方面管制気象隊本部「東北管気」
    - 基地隊「東北管気-基」
    - 第1派遣隊（八戸駐屯地）
    - 第2派遣隊（神町駐屯地）

  - 東北方面航空野整備隊「東北航整」
    - 東北方面航空野整備隊本部
    - 整備隊「東北航整-整」
    - 補給隊「東北航整-補」

## 主要幹部
| 官職名                             | 階級    | 氏名     | 補職発令日     | 前職                                      |
| ---------------------------------- | ------- | -------- | -------------- | ----------------------------------------- |
| 東北方面航空隊長 兼 霞目駐屯地司令 | 1等陸佐 | 米谷知久 | 2025年08月01日 | 陸上自衛隊高等工科学校生徒隊長            |
| 副隊長                             | 1等陸佐 | 廣木優   | 2024年08月01日 | 陸上幕僚監部装備計画部航空機課 航空機班長 |
| 第2対戦車ヘリコプター隊長          | 2等陸佐 | 片上裕文 | 2023年12月01日 | 陸上総隊司令部運用部勤務                  |
| 東北方面ヘリコプター隊長           | 2等陸佐 | 谷口敏之 | 2024年08月01日 | 陸上自衛隊航空学校主任教官                |

| 代 | 氏名                 | 在職期間                                                    | 前職                                          | 後職                                                 |
| -- | -------------------- | ----------------------------------------------------------- | --------------------------------------------- | ---------------------------------------------------- |
| 01 | 高田義郎 （2等陸佐） | 1962年01月18日 - 1962年03月15日                             | 第6航空隊長                                   | 陸上自衛隊航空学校                                   |
| 02 | 山口義輔 （2等陸佐） | 1962年03月16日 - 1964年03月14日                             | 西部方面航空隊長 兼 託麻原分とん地司令        | 臨時特別救難隊長                                     |
| 03 | 山口幹               | 1964年03月15日 - 1967年03月15日 ※1966年07月01日 1等陸佐昇任 | 陸上自衛隊航空学校                            | 臨時特別救難隊付                                     |
| 04 | 北川禎佑             | 1967年03月16日 - 1970年03月15日 ※1967年07月01日 1等陸佐昇任 | 陸上幕僚監部航空課勤務                        | 陸上自衛隊航空学校岩沼分校長 兼 岩沼駐とん地司令     |
| 05 | 田中國久             | 1970年03月16日 - 1972年03月15日                             | 東北方面航空隊副隊長                          | 陸上自衛隊航空学校霞ヶ浦分校長                       |
| 06 | 有賀澄男             | 1972年03月16日 - 1974年03月15日                             | 陸上自衛隊航空学校総務部長                    | 陸上幕僚監部航空課勤務                               |
| 07 | 菊地謙一             | 1974年03月16日 - 1976年08月01日                             | 東北方面航空隊副隊長                          | 東部方面総監部総務課勤務                             |
| 08 | 重谷由美             | 1976年08月02日 - 1977年07月31日                             | 陸上幕僚監部航空課勤務                        | 東部方面総監部総務課勤務                             |
| 09 | 小林亮               | 1977年08月01日 - 1979年07月31日                             | 第2ヘリコプター隊長                           | 陸上自衛隊航空学校付                                 |
| 10 | 磯江順巖             | 1979年08月01日 - 1981年07月31日                             | 第1ヘリコプター隊長                           | 第1ヘリコプター団副団長                              |
| 11 | 小林滿               | 1981年08月01日 - 1983年07月31日                             | 陸上自衛隊航空学校第1教育部長                 | 陸上自衛隊幹部学校勤務                               |
| 12 | 川口渉               | 1983年08月01日 - 1986年08月01日                             | 陸上自衛隊航空学校第1教育部長                 | 退職（陸将補昇任）                                   |
| 13 | 白川靖夫             | 1986年08月01日 - 1988年03月15日                             | 第1対戦車ヘリコプター隊長                     | 陸上自衛隊航空学校副校長 （陸将補昇任）              |
| 14 | 新島章一             | 1988年03月16日 - 1989年07月31日                             | 中央管制気象隊長                              | 東部方面総監部付 →1989年10月27日 退職                |
| 15 | 楜澤宏樹             | 1989年08月01日 - 1991年07月31日                             | 東北方面航空隊副隊長                          | 北部方面航空隊長 兼 丘珠駐屯地司令                   |
| 16 | 大石順久             | 1991年08月01日 - 1994年03月22日                             | 北部方面航空隊副隊長                          | 陸上自衛隊航空学校宇都宮分校長 兼 北宇都宮駐屯地司令 |
| 17 | 熊谷佐               | 1994年03月23日 - 1996年03月28日                             | 陸上幕僚監部防衛部研究課 分析室長             | 第1ヘリコプター団副団長                              |
| 18 | 高橋勉               | 1996年03月29日 - 1997年07月31日                             | 陸上自衛隊航空学校第1教育部長                 | 陸上自衛隊航空学校宇都宮分校長 兼 北宇都宮駐屯地司令 |
| 19 | 田中満征             | 1997年08月01日 - 1999年11月30日                             | 陸上自衛隊航空学校企画室長                    | 陸上自衛隊航空学校宇都宮分校長 兼 北宇都宮駐屯地司令 |
| 20 | 山形克己             | 1999年12月01日 - 2001年12月02日                             | 陸上幕僚監部装備部航空機課 総括班長           | 陸上幕僚監部装備部航空機課長                         |
| 21 | 佐藤義信             | 2001年12月03日 - 2003年07月31日                             | 陸上自衛隊補給統制本部航空部長                | 陸上自衛隊航空学校宇都宮分校長 兼 北宇都宮駐屯地司令 |
| 22 | 岸谷清満             | 2003年08月01日 - 2004年11月30日                             | 陸上幕僚監部教育訓練部教育課 器材・演習場班長 | 陸上幕僚監部装備部航空機課長                         |
| 23 | 大山雄一             | 2004年12月01日 - 2006年03月31日                             | 陸上自衛隊研究本部主任研究開発官              | 自衛隊高知地方連絡部長                               |
| 24 | 伊東伸基             | 2006年04月01日 - 2007年07月02日                             | 陸上幕僚監部装備部航空機課 総括班長           | 陸上幕僚監部装備部航空機課長                         |
| 25 | 斎藤剛               | 2007年07月03日 - 2008年11月30日                             | 陸上幕僚監部装備部航空機課 総括班長           | 情報本部分析部副部長                                 |
| 26 | 城戸正志             | 2008年12月01日 - 2010年11月30日                             | 情報本部勤務                                  | 自衛隊帯広地方協力本部長                             |
| 27 | 荒関和人             | 2010年12月01日 - 2012年06月30日                             | 自衛隊鳥取地方協力本部長                      | 陸上自衛隊航空学校第1教育部長                        |
| 28 | 椿裕一               | 2012年07月01日 - 2014年03月22日                             | 陸上幕僚監部教育訓練部教育訓練課 教育班長     | 情報本部                                             |
| 29 | 濵岡清隆             | 2014年03月23日 - 2015年08月03日                             | 陸上幕僚監部装備部航空機課 総括班長           | 陸上自衛隊航空学校第1教育部長                        |
| 30 | 木戸口和彦           | 2015年08月04日 - 2017年03月22日                             | 自衛隊三重地方協力本部長                      | 陸上自衛隊航空学校宇都宮分校長 兼 北宇都宮駐屯地司令 |
| 31 | 藤田悟               | 2017年03月23日 - 2018年12月19日                             | 陸上幕僚監部教育訓練部教育訓練課 総括班長     | 陸上自衛隊教育訓練研究本部 総合企画官                |
| 32 | 三浦彰               | 2018年12月20日 - 2020年12月21日                             | 陸上自衛隊教育訓練研究本部 研究調整官         | 陸上自衛隊航空学校第1教育部長                        |
| 33 | 髙岡良一             | 2020年12月22日 - 2023年07月31日                             | 陸上自衛隊航空学校研究部長                    | 陸上自衛隊航空学校第1教育部長                        |
| 34 | 松元三展             | 2023年08月01日 - 2025年07月31日                             | 陸上幕僚監部人事教育部募集・援護課 募集班長   | 自衛隊福島地方協力本部長                             |
| 35 | 米谷知久             | 2025年08月01日 -                                            | 陸上自衛隊高等工科学校生徒隊長                |                                                      |

## 主要装備
- OH-1
- UH-1J
- AH-1S コブラ
- 1/2tトラック / 73式小型トラック
- 1 1/2tトラック / 73式中型トラック
- 3 1/2tトラック / 73式大型トラック
- 3トン半水タンク車
- 3トン半燃料タンク車
- 10000リットル燃料タンク車
- 着陸誘導装置 JTPN-P20
- 気象測定装置 JMMQ-M5
- 航法援助装置 JMRM-A2
- スリングネット
- スリングベルト
- 野外支援車
- 野外炊具
- 1トン半救急車
- 89式5.56mm小銃
- 9mm拳銃
- 12.7mm重機関銃M2
- 84mm無反動砲
- 110mm個人携帯対戦車弾